# イーライ・スクラッグス
イーライ・スクラッグス（Eli Scruggs）は、アメリカ合衆国のABCで放送されている『デスパレートな妻たち』に登場する架空の人物。演じるのはボー・ブリッジス。

## 人物・経歴
ウィステリア通りの人々に長く愛される便利屋。
引退の日、イーライはいつものように仕事をこなす。その日もスーザン宅の屋根を修理しているところだった。修理を終えたその瞬間、心臓発作で命を落とす。その知らせを聞いたスーザン、リネット、ブリー、ガブリエル、イーディの5人は悲しみ、それぞれイーライとの日々を回想する。

## ガブリエルとのエピソード
ウィステリア通りに越してきたガブリエルはモデル時代を過ごした都会が忘れられず、郊外で退屈な日々を過ごす。イーライはスーザンたちが集まるポーカー会に入れるよう口添えをするが、モデル時代の華やかな生活や華美な服装をひけらかし、全員から顰蹙を買う。イーライは態度を改めないといつまでも独りで過ごすことになると諭し、自分の性格が人を遠ざけていると気付かされたガブリエルはショックを受ける。後日再びポーカー会に出向き、今の孤独な心情を正直に吐露。スーザンたちに受け入れられるようになった。

## ブリーとのエピソード
ブリーは昼食会で振舞った料理の出来が気に入らず、レックスにオーブンの買い替えを打診するが余裕がないと一蹴される。そこでブリーは今まで書きためたレシピ本を書いて出版し自分で資金を得ようとするが、家事との両立を懸念したレックスにまたも反対される。結局新しいオーブンを購入することで落ち着くが、ブリーはレシピ本の出版を諦めることに少なからずショックを受け、レシピ本の構想を捨ててしまう。
レックスが亡くなった時、悲しみに暮れるブリーに、イーライは当時のレシピ本の構想を「必要になると思った。」と取っておいたことを伝え、手渡す。それをきっかけに数年後、ブリーはレシピ本を出版する。

## イーディのエピソード
恋人にゲイであることを明かされ、イーディは捨てられる。女性としての自信をなくし、悲しむイーディに、イーライは「あなたは魅力的な女性だ。」と言ったことがきっかけで、ベッドへ押し倒され、関係を持った。

## リネットのエピソード
妊娠をきっかけにキャリアウーマンの道から外れたリネットは、出産後の仕事の復帰にばかり意識が向かう。産後、仕事の電話をかけながら買い物から戻るリネットは車に赤ちゃんを取り残したことに気がつかずにいた。赤ちゃんの声に気付いたイーライにすぐ発見されたため大事には至らなかったものの、リネットは自分を責め泣き崩れるが、イーライは何事も両立するのは大変だからと、優しく慰める。

## スーザンのエピソード
カールに浮気され、怒り狂ったスーザンは、家の鍵を取り換えるようイーライに頼む。数年後、マイクに出て行かれ泣いて暮らすスーザンは、またもイーライに鍵の交換を頼む。悲しむスーザンにイーライは「私は別れを恐れて結婚ができなかった。あなたのように強くなれない。」と励ます。
そしてさらに数年後、悲しみからすっかり立ち直ったスーザンは屋根の修理を依頼する。しかしイーライに今日が引退の日であると告げられると、スーザンは「お祝いをしなくちゃ」とワインを買いに出かける。

## メアリー・アリスのエピソード
ウィステリア通りに初めて便利屋の顧客探しに来た際、メアリー・アリスに初対面し名刺を渡した。最初は特に直す物はないと断ったが、落とした名刺を拾った時にくたびれた靴を見てしまい、同情心から割れた花瓶の修理を依頼する。それ以降彼女の口添えで仕事が増え、ウィステリア通りの人々に信頼される便利屋の地位を得る。
数年後、取手の修理に来た際にたまたま玄関が開いていたメアリー・アリスの家に入ると、彼女が思い詰めた表情で手紙を読んでいるところを見て声を掛けるが修理は後日にしてくれと言われ、また最初に直した花瓶を大切な物として渡される。後ろ髪を引かれる思いで彼女の家を退出するが、翌日彼女が自殺したことを知り、何もできなかった事を後悔する。
その日以降、彼はウィステリアス通りの壊れた物を修理するのみではなく、人々の心の痞えも癒すことを誓う。